# Bank of Montreal
«Банк Монреа́ля» (англ. BMO Bank of Montreal, фр. Banque de Montréal) — четвертий із найбільших банків Канади за розміром ринкової капіталізації і один з 10-ти найбільших банків Північної Америки. 
Національна мережа банківського обслуговування Bank of Montreal включає близько 900 філій по всій території Канади і обслуговує 7 млн рахунків фізичних осіб, обсяг залучених банком коштів громадян досяг 338,5 billion $ CAD. Діє під установчим номером «№ 001».
Відділи «Банку Монреалю» включають:
- «БМО Кепітал-Маркетс» англ. BMO Capital Markets — відділ Інвестицій та Корпоративних банківських справ
- «БМО Несбіт-Бернс» англ. BMO Nesbitt Burns — відділ Менеджменту багатства.
- «Гарріс-Банк» англ. Harris Bank i «БМО Гарріс-Банк Монреаль» англ. BMO Harris Bank of Montreal — Під цими назвами працює оператор філій у чиказькому регіоні.

«Форбс 2000», який визначає рейтинг найбільших компаній у світі в 2008 році поставив компанію BMO на 189 позицію.

## Штаб
Офіційна штаб-квартира "Bank of Montreal" розташована на вул. Сен-Жак, Монреаль, Квебек. Президент, Голова і декілька адміністраторів працюють у штабі в Торонто, будинок "First Canadian Place" «Перше Місце Канади» неподалік від "Фондової біржі Торонто" (англ. Toronto Stock Exchange) і "Бей-Стріт" (англ. Bay Street).

## Історія

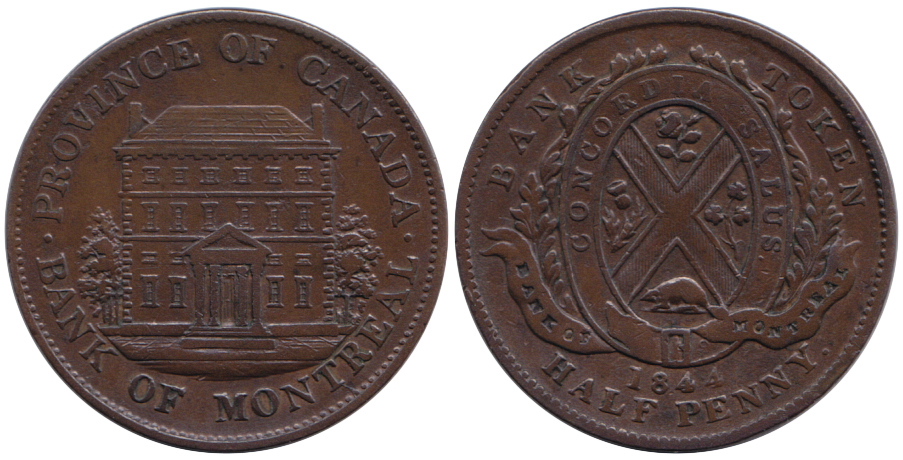
Токен провінції Канади, 1844 року із зображенням фасаду будівлі банку Монреалю.

"Bank of Montreal" заснований 1817 року в місті Монреаль і був найпершим канадським банком.
"Bank of Montreal" придбав або злився з декількома іншими східно-канадськими банками включаючи:
- "Commercial Bank of Canada" «Комерційний Банк Канади» (1868 рік)
- "Exchange Bank of Yarmouth" «Розмінний Банк Ярмота» (1903 рік)
- "People's Bank of Halifax" «Народний Банк Галіфакса» (1905 рік)
- "People's Bank of New Brunswick" «Народний Банк Нью-Брансвіка» (1907 рік)
- "Bank of British North America" «Банк Британської Північної Америки» (1918 рік)
- "Merchants Bank of Canada" «Банк торговців Канади» (1922 рік).
- "Molson Bank" «Мольсон Банк» (1925 рік)

1987 року "Bank of Monteal" купив брокерську фірму "Nesbitt Thomson" «Несбітт-Томсон», яка пізніше злилась із "Burns Fry" «Бернс-Фрай» сформувавши "BMO Nesbitt Burns" «БМО Несбітт-Бернс».
1998 року "Bank of Montreal" пропонував злиття з "Royal Bank of Canada" але уряд Канади не дав на це дозвіл.
"Bank of Montreal" купив:
- "GKST Inc" - фірма, що спеціалізується на торгівлі, дослідженнях, суспільних фінансах і підписуванні (2008 рік).
- "AIG Life Insurance Company of Canada" страхувальна компанія (2008 рік)
- "Diners Club International Franchise" (2009 рік).

## Галерея світлин

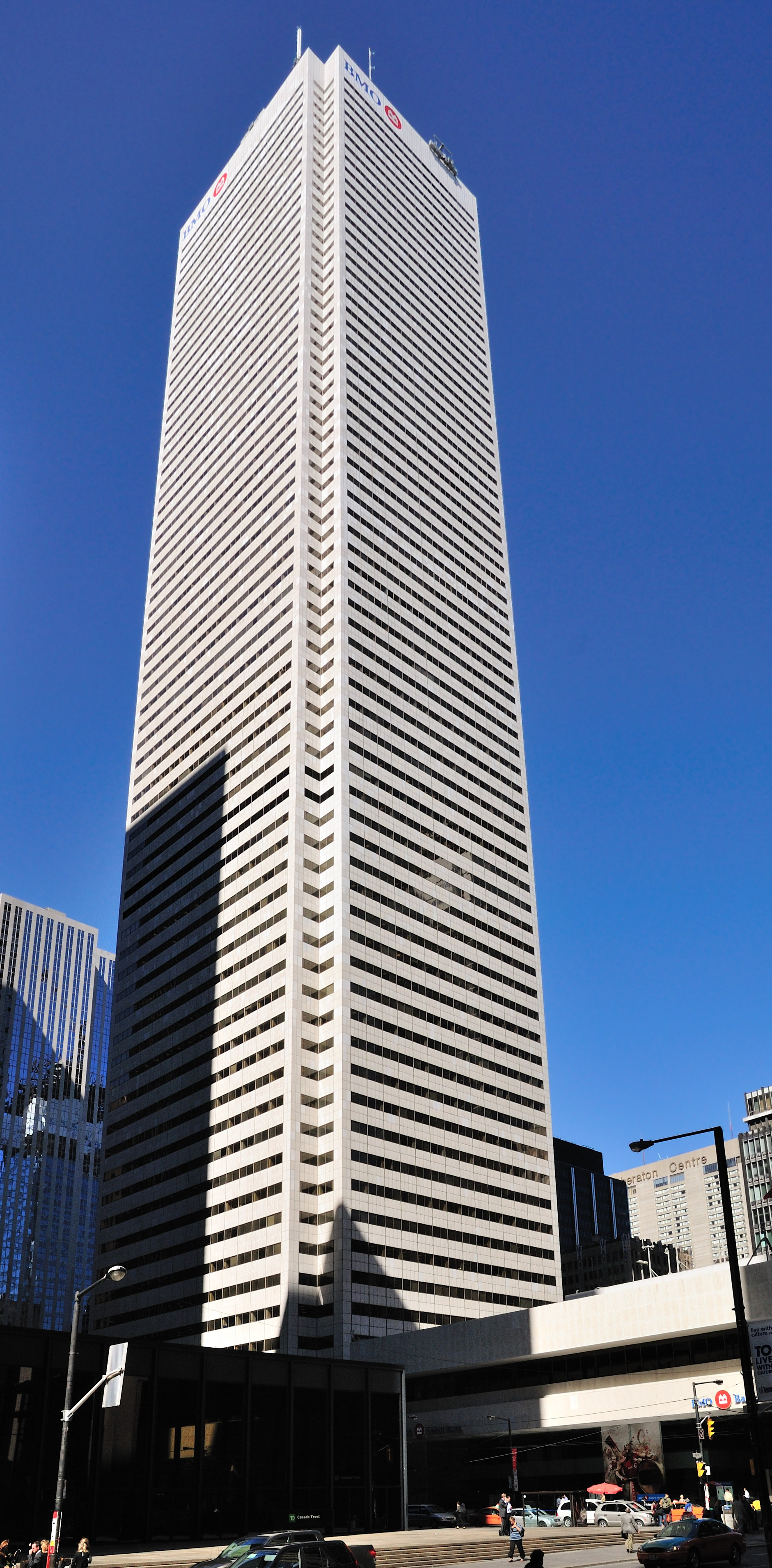
"First Canadian Place" «Перша Канала Місце».
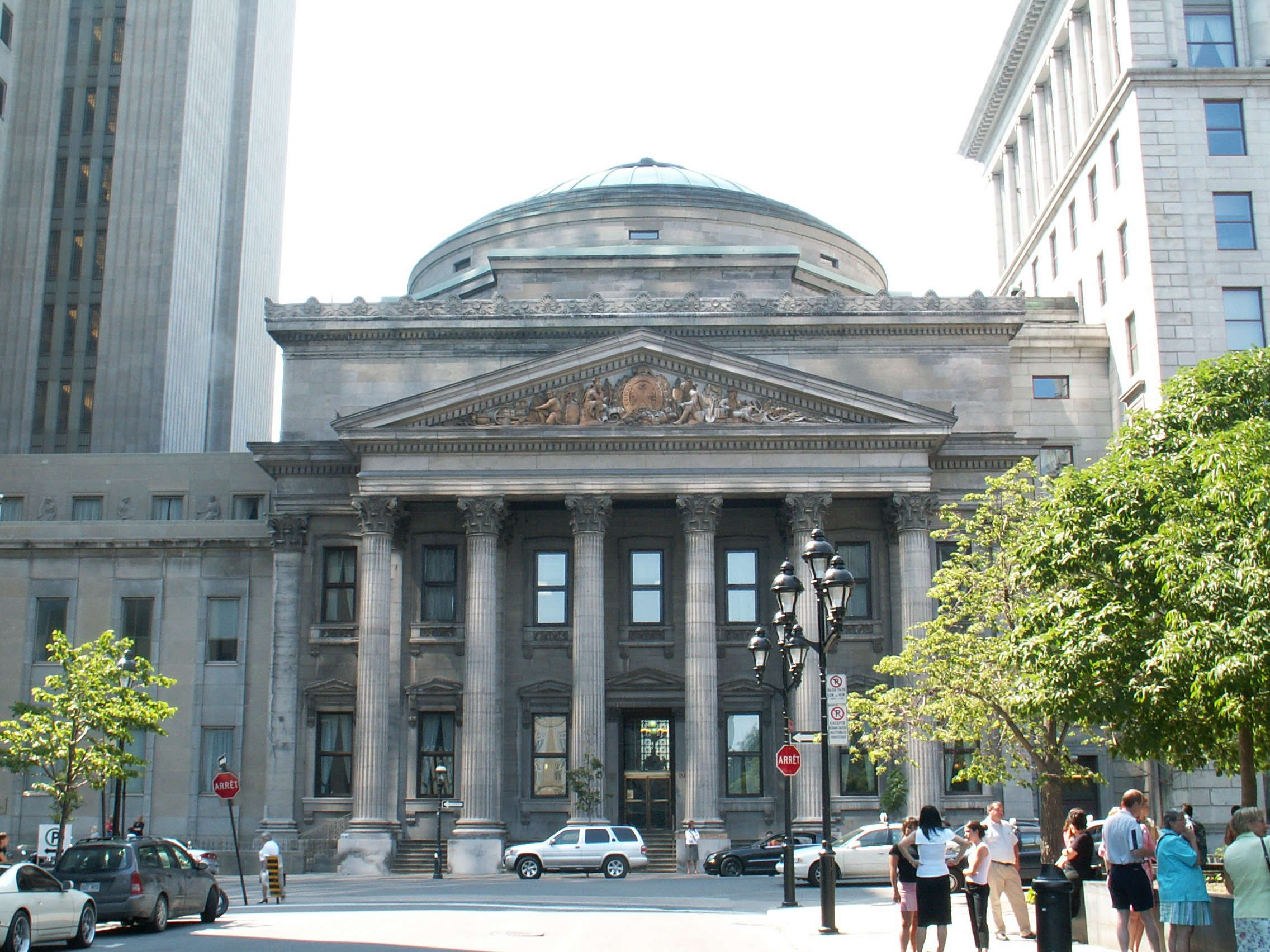
Офіційна штаб-квартира "Bank of Montreal", Монреаль.
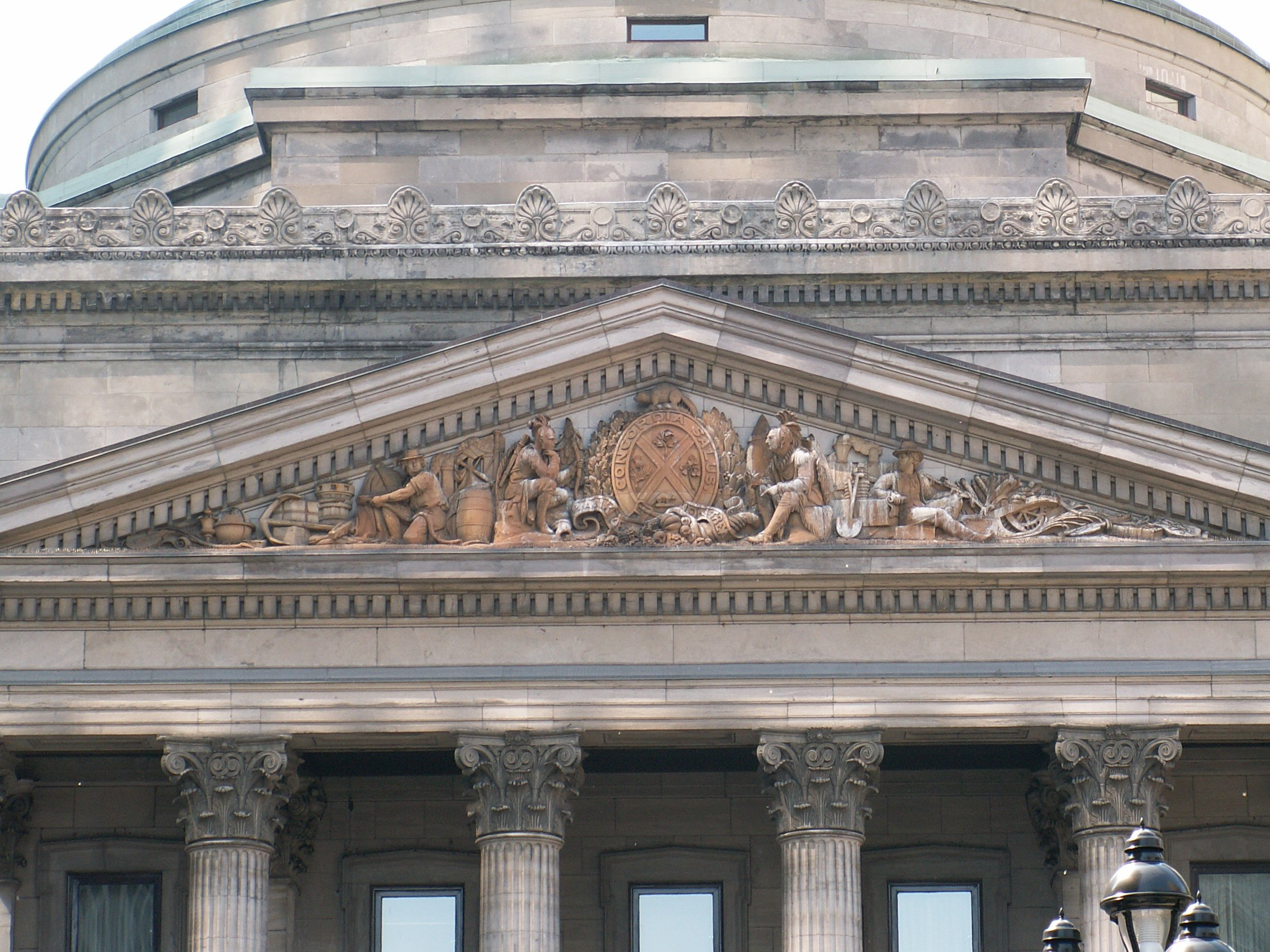
Офіційна штаб-квартира "Bank of Montreal", Монреаль.
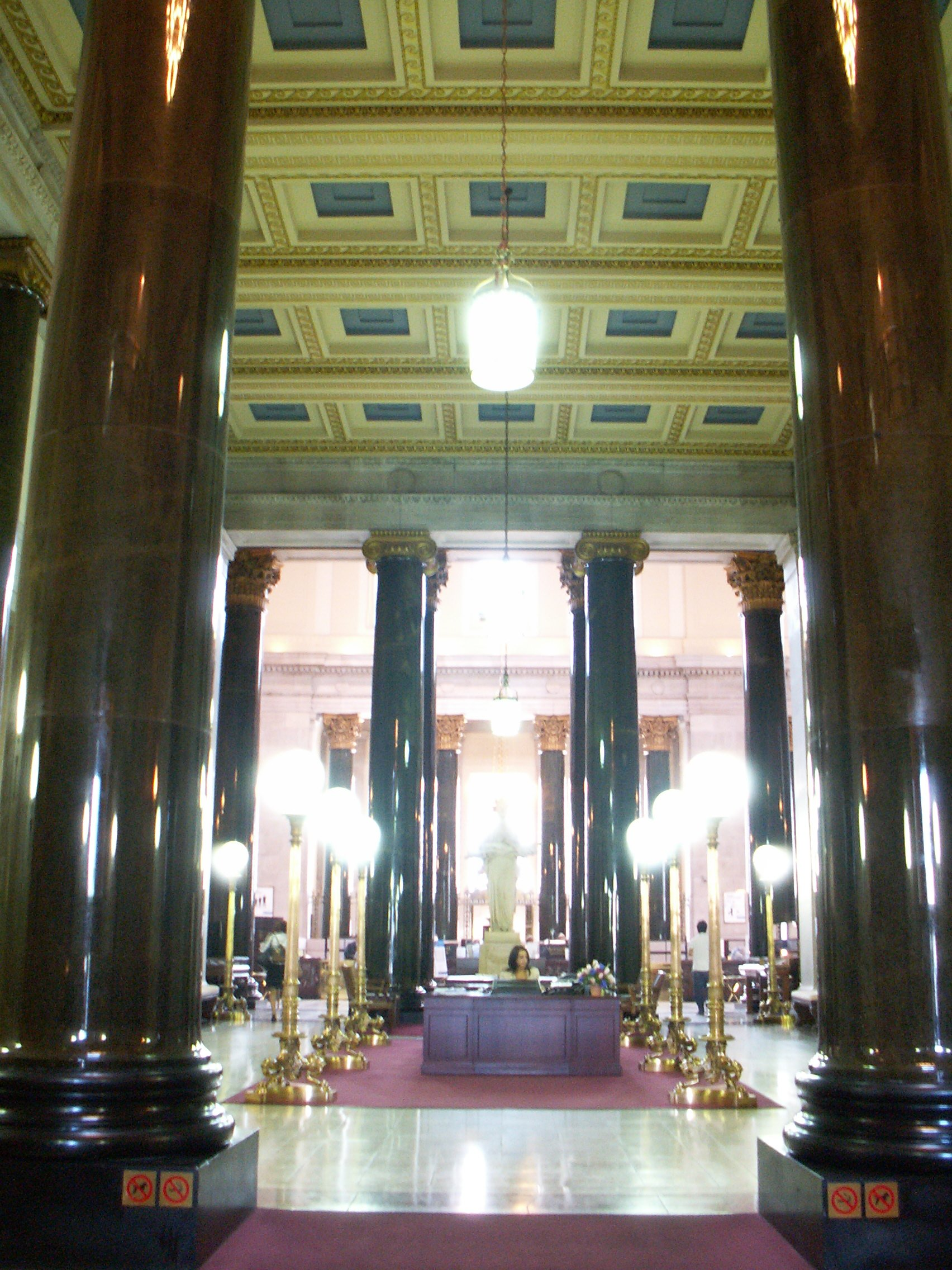
Офіційна штаб-квартира "Bank of Montreal", Монреаль.
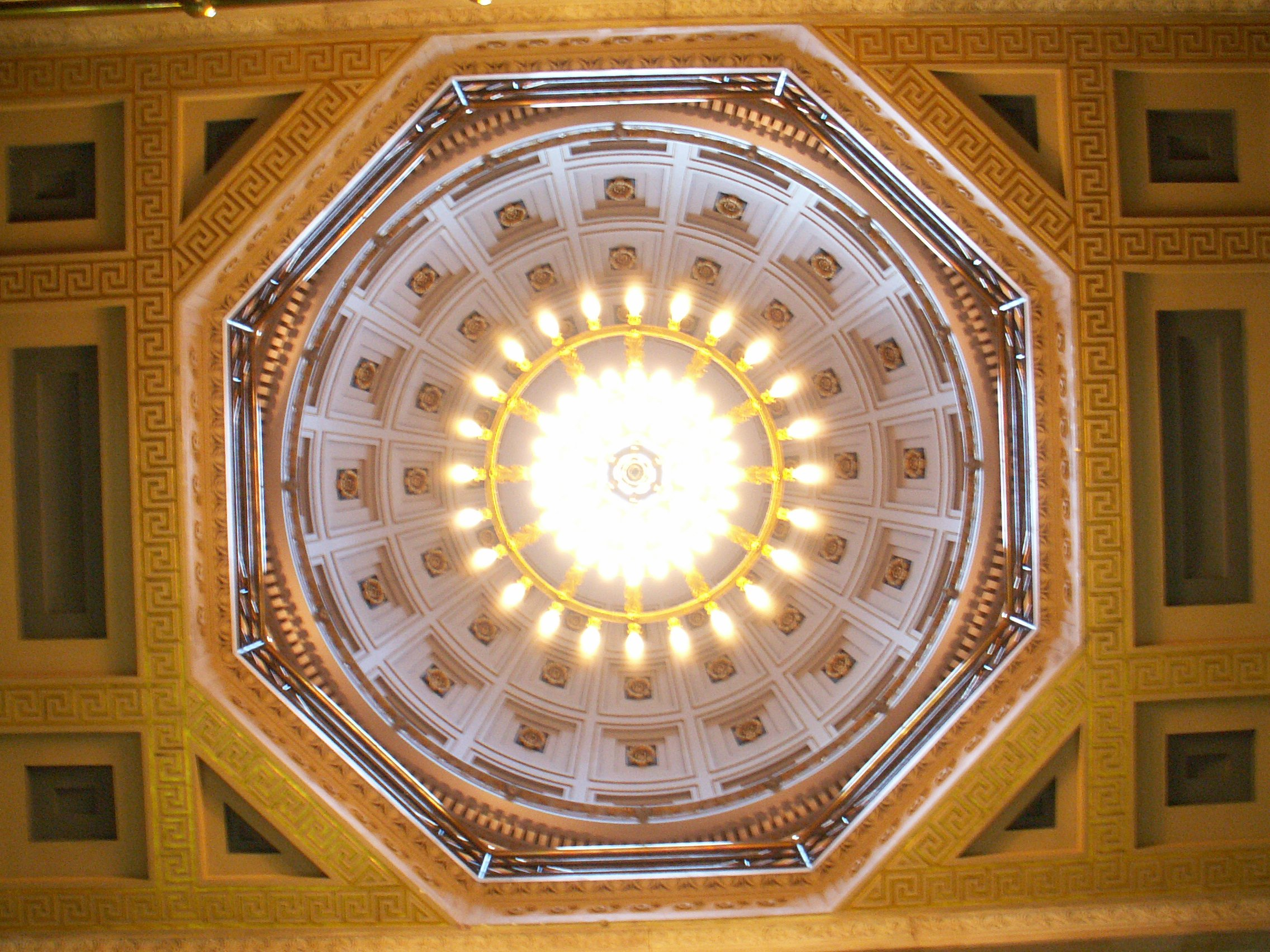
Офіційна штаб-квартира "Bank of Montreal", Монреаль.